# 罗马尼亚足球丁级联赛
罗马尼亚足球丁级联赛为罗马尼亚足球联赛系统的第4级别。

## 当前赛制
丁级联赛球队按照地理位置分为42个小组，各个小组均由县级足球协会管理。每个小组的冠军需要参加附加赛获胜后才能升入丙级联赛。